# 兼光保明
兼光 保明（かねみつ やすあき、1957年4月21日 - ）は、岡山県和気郡吉永町（現・備前市吉永町）出身の元プロ野球選手。ポジションは外野手。現在はパティシエ。

## 来歴・人物
倉敷工業高校では投手として活躍。2年生の時、居郷肇投手の控えとして1974年春の選抜に出場。準々決勝に進むが池田高に延長12回敗退、自身の登板はなかった。同年夏からエースとなり、県予選を勝ち抜き東中国大会決勝に進むが、玉島商に完封負け、甲子園出場を逸する。翌1975年春の選抜にも連続出場。1回戦で中京高を乱打戦の末に降す。続く2回戦は東海大相模の村中秀人と投げ合うが0-1で完封負けを喫する。同年夏の甲子園県予選は、決勝で岡山東商のエース寒川浩司（ヤクルト）に抑えられ敗退。
1975年プロ野球ドラフト会議で近鉄バファローズから3位指名され入団。外野手に転向し、6年目の1981年に一軍初出場。この年は18試合に出場した。その後は出場機会がなく、1983年限りで引退した。
引退後はフードビジネスの会社に就職し、その後独立。2003年に大阪市平野区でパティスリー「Kenally」を開業した。

## 詳細情報

### 年度別打撃成績
| 年 度    | 球 団    | 試 合 | 打 席 | 打 数 | 得 点 | 安 打 | 二 塁 打 | 三 塁 打 | 本 塁 打 | 塁 打 | 打 点 | 盗 塁 | 盗 塁 死 | 犠 打 | 犠 飛 | 四 球 | 敬 遠 | 死 球 | 三 振 | 併 殺 打 | 打 率 | 出 塁 率 | 長 打 率 | O P S |
| -------- | -------- | ----- | ----- | ----- | ----- | ----- | -------- | -------- | -------- | ----- | ----- | ----- | -------- | ----- | ----- | ----- | ----- | ----- | ----- | -------- | ----- | -------- | -------- | ----- |
| 1981     | 近鉄     | 18    | 13    | 9     | 3     | 0     | 0        | 0        | 0        | 0     | 0     | 1     | 0        | 0     | 0     | 4     | 0     | 0     | 1     | 0        | .000  | .308     | .000     | .308  |
| 通算:1年 | 通算:1年 | 18    | 13    | 9     | 3     | 0     | 0        | 0        | 0        | 0     | 0     | 1     | 0        | 0     | 0     | 4     | 0     | 0     | 1     | 0        | .000  | .308     | .000     | .308  |

### 記録
- 初出場：1981年9月1日、対日本ハムファイターズ後期11回戦（後楽園球場）、9回裏に右翼手で出場
- 初打席：1981年9月18日、対南海ホークス後期11回戦（大阪球場）、9回表に金城基泰の前に凡退

### 背番号
- 46 （1976年 - 1983年）